# John Lounsbery
John Mitchell Lounsbery est un dessinateur et animateur américain, né le 9 mars 1911 et mort le 13 février 1976. Il était membre de la légendaire équipe des Nine Old Men des studios Disney.

## Biographie
John Lounsbery est né le 9 mars 1911 à Cincinnati dans l'Ohio et passa son enfance dans le Colorado, principalement à Denver. Il étudia à la East Denver High School et au Art Institute of Denver. Alors qu'il étudiait à l'Art Center School of Design de Los Angeles, un professeur l'envoya rencontrer Walt Disney.
Lounsbery fut embauché par Disney le 2 juillet 1935 comme assistant animateur de Norm 'Fergy' Ferguson sur le film Blanche-Neige et les Sept Nains (1937). Il travailla sur un grand nombre de courts métrages durant les années 1940 tout en travaillant sur les longs métrages, travail qu'il continua jusqu'à sa mort en 1976 avant d'avoir pu voir son dernier film sur lequel il avait été nommé réalisateur : Les Aventures de Bernard et Bianca (1977).
Parmi ses réalisations on peut noter : 
- Ben Ali Gator et sa troupe dans la séquence de la Danse des Heures dans Fantasia ;
- Monsieur George Darling dans Peter Pan ;
- Tony, Joe, le Bull Dog et autre chiens de la fourrière dans La Belle et le Clochard[3] ;
- Le Roi Stéphane et Hubert dans La Belle au bois dormant ;
- Le Colonel Hathi, Winifred et le autres éléphants dans Le Livre de la Jungle.

John s'est marié à Florence Louise Hurd, une artiste peintre sur maquette qui a travaillé jusqu'en 1937 au Harman-Ising Studio. Après la mort de John, elle s'est remariée en 1985 avec Melvin Shaw, ancien d'Harman-Ising et scénariste chez Disney.

## Filmographie

### Courts métrages
- Chien d'arrêt (The Pointer, 1939) ;
- Le Cochon pratique (The Practical Pig, 1939, non crédité) ;
- Mickey à l'exposition canine (Society Dog Show, 1939, non crédité) ;
- Pluto a des envies (Bone Trouble, 1940) animateur ;
- Le Camarade de Pluto (1941, non crédité) ;
- Pluto au zoo (Pluto at the Zoo, 1942, non crédité) ;
- Out of the Frying Pan Into the Firing Line (1942, non crédité) ;
- Petit Poulet (1943, non crédité) ;
- Victoire dans les airs (Victory Through Air Power, 1943) ;
- Pluto soldat (1943, non crédité) ;
- Pluto et l'Armadillo (1943, non crédité) ;
- Le Printemps de Pluto (Springtime for Pluto, 1944, non crédité) ;
- Patrouille canine (Canine Patrol, 1945) ;
- La Légende du rocher coyote (The Legend of Coyote Rock, 1945) ;
- Pierre et le Loup (Peter and the Wolf, 1946) ;
- Mickey et le Haricot magique (Mickey and the Beanstalk, 1947) ;
- Lambert le lion peureux (Lambert the Sheepish Lion, 1951) ;
- Goliath II (1960, réalisateur animateur) ;
- Dingo fait de la natation (Aquamania, 1961).

### Longs métrages
- Blanche-Neige et les Sept Nains (1937) assistant animateur (non crédité) : La Sorcière
- Pinocchio (1940) : Grand Coquin et Gédéon
- Fantasia (1940) : Ben Aligator et sa troupe et les autres hippopotames de la Danse des heures
- Dumbo (1941) : Dumbo et Timothée
- Les Trois Caballeros (1944) : Donald Duck, José Carioca et Panchito Pistoles
- La Boîte à musique (1946) : Willie la Baleine et le Loup de Pierre et le Loup
- Mélodie du Sud (1946) : Frère lapin, Frère Renard et Frère Ours
- Coquin de printemps (1947) : Willie le Géant
- Mélodie Cocktail (1948) :
- Danny, le petit mouton noir (1949) ;
- Le Crapaud et le Maître d'école (1949) : Ichabod Crane, Brom Bones et Katrina Van Tassel
- Cendrillon (1950) : Lucifer, Pataud, Major et les souris
- Alice au Pays des Merveilles (1951) : Le Chafouin, les fleurs, la Chenille, le Chapelier fou, le Morse et le Chaprentier
- Peter Pan (1953) : Monsieur George Darling, Nana, les enfants Darling, les Indiens, Capitaine Crochet et les Enfants Perdus
- La Belle et le Clochard (1955) : Tony et Joe, Le bouledog,
- La Belle au bois dormant  (1959) : Roi Stéphane, Roi Hubert, Reine Oriane, Prince Philippe, Samson
- Les 101 Dalmatiens (1961) : Jasper et Horace, Sergent Tibbs, Colonel
- Merlin l'Enchanteur (1963) : Le Brochet, Le faucon, Tigre et Talbot, le loup, Archimède et les autres humains
- Mary Poppins (1964) ;
- Le Livre de la Jungle (1967) : Colonel Hathi, Winifred, Junior, les éléphants, Shere Khan, Baloo et Roi Louie
- Les Aristochats (1970) : Edgar, Adélaïde de Bonfamille, George Hautecourt
- L'Apprentie sorcière (1971) ;
- Robin des Bois  (1973) : Triste Sire, Prince Jean, Shérif de Nottingham, Crocodile, Pendard et Niquedouille
- Les Aventures de Bernard et Bianca (1977) : (Réalisateur et Animateur sur Maître Hibou, Bourriquet et Grignotin le gaufre)
- Les Aventures de Winnie l'ourson (1977). (Réalisateur)

## Récompenses et nominations
En 1989, il est nommé à titre posthume Disney Legend aux côtés des autres Nine Old Men.